# Wilhelmina Cooper
Pour les articles homonymes, voir Cooper.
Wilhelmina Cooper, née le 1er mai 1939 à Culemborg, aux Pays-Bas, et morte le 1er mars 1980 à Greenwich, Connecticut, est un mannequin. Elle commence sa carrière à l'agence Ford et en fonde sa propre agence, en 1967 à New York, Wilhelmina Models.

## Biographie

### Enfance et études
Wilhelmina Cooper, née Gertrude Behmenburg, naît à Culemborg aux Pays-Bas. En 1954, « Willie », comme elle est nommée par ses intimes, déménage avec sa famille à Chicago, aux États-Unis.

### Carrière de mannequin
Mesurant 1,80 mètre et ayant des mensurations (tailles américaines) de 38-24-36, Wilhelmina Cooper, brune, devient une des mannequins les plus célèbres des années 1950 et 1960. Pendant sa carrière, elle fait ainsi la couverture de 255 magazines.
En 1965, Wilhelmina Cooper se marie avec Bruce Cooper, producteur-exécutif de l'émission américaine The Tonight Show Starring Johnny Carson. En 1967, ils fondent l'agence de mannequinat Wilhelmina Models, qui devient alors concurrente de l'agence Ford, des années avant la fondation des références d'aujourd'hui, comme Elite.
Elle dirige l'agence pendant les années 1970 jusqu'à sa mort, à 40 ans, causée par un cancer du poumon dû au tabac.

## Postérité
Le rôle de Wilhelmina Cooper est interprétée en 1998 par Faye Dunaway dans le téléfilm américain Anatomie d'un top model (Gia aux États-Unis), qui narre la vie du mannequin Gia Marie Carangi, découverte par Wilhelmina.
Le personnage fictif Wilhelmina Slater, de la série télévisée américaine Ugly Betty, a été créé en sa mémoire.

## Vie privée
Wilhelmina Cooper réside à New York et à Cos Cob (Connecticut).

## Sources
- (en) Cet article est partiellement ou en totalité issu de l’article de Wikipédia en anglais intitulé « Wilhelmina Cooper » (voir la liste des auteurs).